# 面深静脉
面深静脉（英語：deep facial vein）通过翼静脉丛与面静脉相通，自颞下窝向前下经咬肌的深面至颧骨下方，达颧肌深面汇入面静脉。